# Curación de un endemoniado mudo

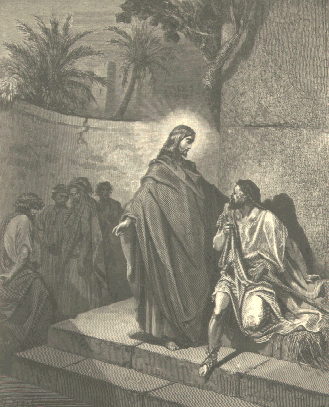
Cristo exorcizando a un mudo por Gustav Doré, 1865.

La Curación de un endemoniado mudo es el último de una serie de milagros de Jesús registrados en el capítulo 9 del Evangelio de Mateo. Aparece en Mateo 9:32-34, inmediatamente después del relato de  Jesús sanando a dos ciegos (Mateo 9:28-31).
Según el Evangelio de Mateo, en el momento en que salían los dos ciegos que Jesús había curado, le trajeron a Jesús un hombre endemoniado que no podía hablar. Y cuando el demonio fue expulsado, el hombre que había estado mudo habló. La multitud estaba asombrada y dijo: Nunca se ha visto nada como esto en Israel.

## Textos bíblicos
- Texto según san Mateo (Mateo 9; 32-34)

Nada más irse, le trajeron un endemoniado mudo. Después de expulsar al demonio habló el mudo. Y la multitud se quedó admirada diciendo: —Jamás se ha visto cosa igual en Israel. Pero los fariseos decían: —Expulsa los demonios por el príncipe de los demonios.

## Interpretación de la Iglesia católica
La ceguera era una consecuencia de algo peor, la posesión diabólica. Por eso, Jesús expulsó primero al demonio que poseía al mudo y, como consecuencia de ello, el mudo empezó a hablar. En esta ocasión también se produce por parte de los fariseos lo que, en otra ocasión dijeron, que Jesús expulsa los demonios por el poder del demonio. Aesa  actitud es lo que llama la Iglesia católica el «pecado contra el Espíritu Santo». A medida que la fe se extiende con los milagros, la oposición también.

## Otras fuentes
Listas de milagros encontradas en: 
- es.catholic.net
- mb-soft.com
- whoisjesus-really.com Archivado el 1 de diciembre de 2009 en Wayback Machine.
- globedia.com
- lasteologias.wordpress.com